# Hans Erdmenger
Hans Otto Erdmenger (* 29. Oktober 1903 in Gersthofen; † 28. Dezember 1943 im Golf von Biskaya) war ein deutscher Marineoffizier, zuletzt Kapitän zur See im Zweiten Weltkrieg sowie Träger des Ritterkreuzes des Eisernen Kreuzes.

## Leben

### Reichsheer und Reichsmarine
Erdmenger trat am 1. April 1922 in das 19. (Bayerische) Infanterie-Regiment in München ein. Bereits ein Jahr später, am 1. Mai 1923, wechselte er zur II. Schiffsstammabteilung der Reichsmarine. Seine Bordausbildung erhielt er auf dem Segelschulschiff Niobe und ab dem 2. Juli 1924 auf dem Kleinen Kreuzer Berlin. Während dieser Zeit erfolgte am 1. Oktober 1923 seine Beförderung zum Gefreiten (Seeoffizier-Anwärter). Vom 30. März 1924 bis 31. März 1925 absolvierte Erdmenger den Fähnrichs-Hauptlehrgang an der Marineschule Mürwik, und am 1. April 1924 wurde er zum Fähnrich zur See befördert. Ab dem 1. November 1925 diente er auf dem Kleinen Kreuzer Berlin, wo er am 1. Oktober 1926 zum Leutnant zur See befördert wurde. Am 20. November 1926 wurde er auf den Leichten Kreuzer Emden versetzt, auf dem er bis 31. Dezember 1929 diente und mit dem er an dessen erster langen Auslandsreise (14. November 1926 bis 14. März 1928: Atlantik, Kapstadt, Cocos-Inseln, Japan, Alaska, Kap Hoorn, Rio de Janeiro, Azoren, Spanien) teilnahm. Während dieser Zeit erfolgte am 1. Juli 1928 seine Beförderung zum Oberleutnant zur See. Ab 1. Januar 1929 diente er auf dem Torpedoboot Kondor in der II. Torpedobootsflottille. Am 5. November 1930 wurde Erdmenger zum Stab des Befehlshabers der Linienschiffe versetzt. Danach war er ab dem 4. November 1932 Lehrer und Kompanieoffizier an der Torpedo- und Nachrichtenschule in Flensburg-Mürwik. Am 1. Juni 1934 wurde Erdmenger zum Kapitänleutnant befördert.

### Kriegsmarine
Am 1. November 1935 wurde Erdmenger Kommandant des Torpedoboots Jaguar und ein Jahr später, am 1. November 1936, Kommandant des Schwesterschiffes Wolf. Mit der Wolf war Erdmenger im Zuge des Spanischen Bürgerkriegs mit Sicherungsaufgaben in spanischen Küstengewässern betraut. Von April bis Oktober 1937 befehligte er das Torpedoboot Albatros. Zum 1. November 1937 wechselte Erdmenger als Referent zum Torpedo-Erprobungs-Kommando, wo er am 1. Januar 1938 zum Korvettenkapitän befördert wurde. Vom 14. März bis 9. Juni 1939 nahm er an der Baubelehrung für den Zerstörer Z 21 Wilhelm Heidkamp teil, dessen erster Kommandant er nach dem Stapellauf am 10. Juni 1939 wurde.
Beim deutschen Unternehmen Weserübung gehörte Z 21 unter Erdmenger zur „Kriegsschiffsgruppe 1“ unter Kommodore Friedrich Bonte und brachte am 9. April 1940 200 Gebirgsjäger nach Narvik. Beim ersten britischen Gegenangriff auf den Hafen von Narvik am 10. April 1940 wurde Z 21 durch Torpedotreffer eines britischen Zerstörers versenkt. 81 Mann an Bord starben bei dem vorangehenden Artilleriegefecht, darunter auch Kommodore Bonte. Erdmenger und der Rest seiner Besatzung bildeten das „Marinebataillon Erdmenger“ (zwei Kompanien) und besetzten den Hafenabschnitt vom „Malmkai“ (Erzkai) bis zum Stückguthafen in Fagernes. Ab dem 14. April, als auch der letzte der zehn deutschen Zerstörer in Narvik vernichtet worden war, wurden alle rund 2600 verbliebenen Marineangehörigen zur Verteidigung des Hafens und der Erzbahn von Schweden nach Narvik herangezogen, die Mehrzahl von ihnen im Marineregiment Berger.
Noch vor Beendigung der Kämpfe um Narvik wurde Erdmenger am 31. Mai 1940 zur Marinestation der Nordsee versetzt. Am 2. Juni 1940 wurde er Referent in der Amtsgruppe Torpedowaffe im Oberkommando der Marine. Am 3. November 1940 wurde Erdmenger für seinen Einsatz in der Schlacht um Narvik zu Wasser und zu Land mit dem Ritterkreuz des Eisernen Kreuzes ausgezeichnet.
Ab 22. Juli 1941 nahm er an der Baubelehrung für den Zerstörer Z 28 teil, dessen Kommandant er am 9. August 1941 wurde. Mit Z 28 operierte er in der nördlichen Nordsee und vor Norwegen. Am 1. März 1942 wurde er zum Fregattenkapitän befördert.
Am 18. März 1943 wurde Erdmenger Chef der 8. Zerstörerflottille, und seine Beförderung zum Kapitän zur See erfolgte am 1. Juni 1943. Am 28. Dezember 1943 befand er sich auf Z 27 im Verband mit vier weiteren Zerstörern seiner Flottille und sechs Torpedobooten zur Aufnahme des Blockadebrechers Alsterufer in der Biskaya. Der Verband wurde von den britischen Kreuzern Glasgow und Enterprise gesichtet und es kam zum Gefecht. Dabei wurden Z 27 und die beiden Torpedoboote T 25 und T 26 versenkt. Unter den Gefallenen befand sich auch Erdmenger.

## Auszeichnungen
- Eisernes Kreuz (1939) II. und I. Klasse am 28. Oktober 1939 bzw. 15. November 1939
- Spanienkreuz in Bronze mit Schwertern am 6. Juni 1939
- Spanisches Marine-Verdienstkreuz in Weiß am 21. August 1939
- Spanisches Marine-Verdienstkreuz in Silber II. Klasse am 21. August 1939
- Zerstörer-Kriegsabzeichen 1940
- Narvikschild in Gold 1940
- Ritterkreuz des Eisernen Kreuzes am 3. November 1940
- Offizierskreuz des Ordens der Krone von Italien am 11. März 1941
- Nennung im Wehrmachtbericht am 30. Dezember 1943